# Чокнутые (фильм, 1991)
«Чо́кнутые» — советская трагикомедия режиссёра Аллы Суриковой 1991 года по мотивам одноимённого рассказа Владимира Кунина. Премьера фильма на телевидении состоялась в декабре 1995 года на канале РТР, а после фильм был показан 1 января 1996 года на канале ОРТ.

## Сюжет
Первая половина XIX века. Австрийский инженер Отто фон Герстнер едет в Россию, чтобы реализовать проект строительства первой железной дороги, которая должна связать Петербург и Царское Село. Прибыв в Россию, он собирает команду единомышленников и идёт к цели, несмотря на проблемы, которые постоянно встают на его пути. Причиной этих проблем оказываются хозяева извозничьих компаний, которые в борьбе с опасным, как им представляется, конкурентом не гнушаются даже нанять «специалиста по переворотам» с целью погубить фон Герстнера и его дело. Когда, кажется, уже ничего не может спасти предприятие первых русских железнодорожников от провала, на помощь им приходит существо, посланное высшими силами — ангел-хранитель Машенька…

## В ролях
фон Герстнер и его команда
- Ульрих Плайтген[нем.] — Отто Франц фон Герстнер, инженер
- Николай Караченцов — Родион Иванович Кирюхин, отставной поручик
- Леонид Ярмольник — Тихон Зайцев, сотрудник III Отделения
- Сергей Степанченко — Фёдор («Джакомо Пиранделло»)
- Ольга Кабо — Машенька

Отрешкова и её окружение
- Наталья Гундарева — графиня Отрешкова
- Георгий Штиль — граф Потоцкий
- Всеволод Ларионов — князь Розанов-Раздорский
- Леонард Саркисов — граф Отрешков
- Валерий Матвеев — поющий камердинер Отрешковых
- Михаил Филиппов — компаньон Отрешковой
- Виктор Проскурин — Иван Иванович Иванов, специалист по переворотам

в остальных ролях
- Семён Фарада — Адам (Арон) Ципровский, агент III отделения в Австрии
- Наталья Крачковская — Ева, жена агента
- Михаил Боярский — император Николай I
- Алексей Жарков — Александр Христофорович Бенкендорф
- Михаил Державин — Фаддей Булгарин
- Александр Ширвиндт — Джордж Стефенсон
- Виктор Григорьев — Семён, слуга Булгарина
- Донован Скотт (США) — разбойник с лягушкой
- Анатолий Калмыков — станционный смотритель
- Анатолий Сливников — главарь разбойников
- Андрей Родимов — Шурик (нет в титрах)
- Сергей Русскин — мужик (нет в титрах)
- Александра Бражникова — фрейлина царя (нет в титрах)
- Лариса Луппиан — фрейлина царя (нет в титрах)
- Владислав Стржельчик — генерал-рогоносец (нет в титрах)

## Съёмочная группа
- Режиссёр: Алла Сурикова
- Сценаристы: Владимир Кунин, Ким Рыжов
- Оператор: Валерий Шувалов
- Композиторы: Геннадий Гладков, Игорь Кантюков
- Художник: Владимир Королёв
- Продюсер: Юрий Кушнерев
- Тексты песен: Юрий Энтин
- Костюмы: Алина Будникова
- Монтаж: Инесса Брожовская
- Постановка трюков: Олег Корытин
- Звукорежиссёр: Ян Потоцкий